# Kwanzaa

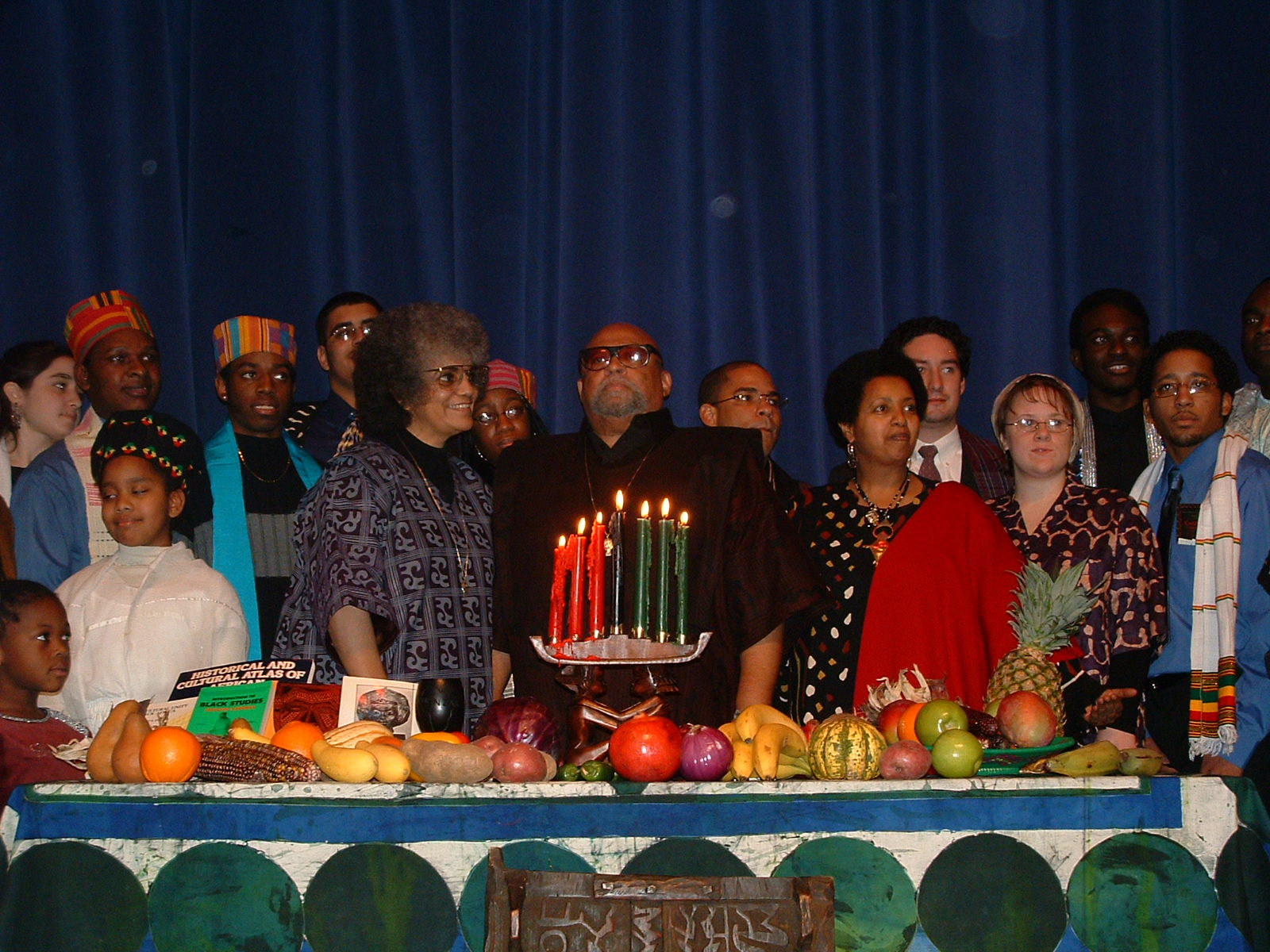
Kwanzaa în 2013

Kwanzaa este o săptămână întreagă de onorare a patrimoniului african, marcat de participanți care aprind o „kinara” (nume de lumânare). Este sărbătorită în fiecare an din ziua de 26 decembrie până la 1 ianuarie.
Kwanzaa reprezintă șapte zile de sărbătoare, însoțite de activități ca iluminarea cu lumânări, culminând cu o mare petrecere și dăruirea unor cadouri.  A fost creată de Ron Karenga și a fost prima dată sărbătorită de pe 26 decembrie 1966 până pe 1 ianuarie 1967.